# 古動物学
古動物学（こどうぶつがく、英語: paleozoology）は、古生物学の一分野であり、地質に残った多細胞動物を復元、同定し、その化石を先史時代の環境や生態系を知る手掛かりとする。
例えば、後生動物の化石は新原生代エディアカラ紀以降の地層から発見されるが、古生代デボン紀に入ってやっと一般的になる。
最も有名な化石は恐竜のものかもしれない。他にも動物の化石としては、三葉虫、甲殻類、棘皮動物、腕足動物、軟体動物、硬骨魚綱、サメやその他の脊椎動物の歯、無脊椎動物の殻等がある。骨、歯、殻等の固い有機物の部分は腐朽しにくいため、化石では良く保存される。クラゲ、扁形動物、線形動物、昆虫等の専ら柔らかい組織のみで構成されている動物は滅多に化石化しない。